# Marten Toonderprijs
De Marten Toonderprijs was een oeuvreprijs die van 2009 tot 2013 werd uitgereikt aan een striptekenaar die een bijdrage had geleverd aan de Nederlandse cultuur.

## Geschiedenis
De prijs, genoemd naar Marten Toonder, was een initiatief van het Fonds voor Beeldende Kunsten, Vormgeving en Bouwkunst. De prijs werd in 2009 ingesteld en jaarlijks in maart uitgereikt. Aan de prijs was een bedrag van € 25.000 verbonden.
De prijs kreeg subsidie voor drie jaar, maar deze werd in 2013 niet verlengd waardoor de prijs werd afgeschaft.

## Winnaars
- Jan Kruis (2010)
- Peter Pontiac (2011)
- Joost Swarte (2012)